# ニューヨーク州立大学ストーニーブルック校
ニューヨーク州立大学ストーニーブルック校（英語: The State University of New York at Stony Brook）もしくはストーニーブルック大学（英語: Stony Brook University）は、ニューヨーク州ストーニーブルックに本部を置くアメリカ合衆国の研究型州立大学である。ニューヨーク州立大学機構64キャンパスのFlagship university(旗艦校)で、4つある大学センターの一つ。
アメリカの公立大学と私立大学計69校とカナダの大学2校から構成される、北米トップクラスの研究大学組織アメリカ大学協会（AAU)のメンバーでもある。東海岸の名門私立大学連盟アイビーリーグと同等の教育を受けられる名門公立大学群パブリック・アイビー（Public Ivy）の一つに数えられている。アメリカの大学の中で高水準の研究能力を誇る大学群「Research I university」の中でも最高水準「 R1: Doctoral Universities 」に属する。
アメリカ合衆国エネルギー省の下ブルックヘブン国立研究所の共同運用を行っており、ノーベル賞受賞者も複数輩出している。

## 沿革
1957年、自然科学系の教員養成を目的とした州立の単科大学として設立。設立時の在籍学生数は140名。キャンパスをオイスターベイに置いた。1962年、Ward Melvilleの寄付によりキャンパスをストーニーブルックに移転。1960年代から1970年代にかけて当時の学長John S. Tollの下で大学の大掛かりな学部の拡充が図られた。
設立以来、大学の名称と校章は何度か変更されているが、1962年に大学が現在のキャンパスに移転してからはニューヨーク州立大学ストーニーブルック校が正式名称となる。現在ではストーニーブルック大学という名称も使われる。現行より1つ前の校章はMilton Glaserによるデザインである。

## 組織
各スクール・カレッジには30以上の学部・専攻が置かれ、大学・大学院教育を行っている。

### スクールおよびカレッジ
- College of Arts and Sciences(人文・理学)
- College of Business(経営)
- College of Engineering and Applied Sciences(工学・応用科学)
- School of Dental Medicine(歯学)
- School of Health Technology and Management(健康科学)
- School of Journalism(ジャーナリズム)
- School of Marine & Atmospheric Sciences(海洋・気象)
- School of Medicine(医学)
- School of Nursing(看護)
- School of Professional Development(教育)
- School of Social Welfare(社会福祉)

### 附置研究所
- C. N. ヤン理論物理研究所
- 核理論研究所
- 幾何・物理Simons Center
- Louis and Beatrice Laufer Center for Physical and Quantitative Biology
- The Center for Biotechnology
- Institute of Chemical Biology and Drug Discovery

## 研究
同大学はC. N. ヤン理論物理研究所および海洋科学研究センターの他、ブルックヘブン国立研究所の運営も行っている。
サイエンス、数学の分野において非常に有名であり、多くの優秀な教授陣を擁する。物理学者（ノーベル賞受賞者）の楊振寧、数学者（フィールズ賞受賞者）のジョン・ウィラード・ミルナー、数学者（ウルフ賞受賞者）のデニス・サリヴァン、2014年の国際数学者会議で全体講演者のMikhail Lyubichなどが教授を務めている。フィールズ賞受賞者で現ハーバード大学数学科教授（学部長）のシン＝トゥン・ヤウも准教授としてストーニーブルック大学に在籍していた事がある。ポアンカレ予想を解決してフィールズ賞を受賞した（本人は拒否）グリゴリー・ペレルマンも在籍して研究していたことがある。
2003年にノーベル生理学・医学賞を受賞したポール・ラウターバーのMRIの業績は彼がストーニーブルック大学在職時の行ったものであり、当時のMRIは同校に今も保存されている。
2007年にニューヨークコンピューターサイエンスセンターをブルックヘブン国立研究所と共同で設立。IBMのBlue Geneアーキテクチャを採用したスーパーコンピューター、New York Blue Gene supercomputer(103.22 TFLOPS)を設置した。
2008年、ヘッジファンドRenaissance Technologiesの創設者であり、同校の数学専攻長でもあったJames Simonsから6,000万ドルの寄付を受け、幾何・物理Simons Centerを設立。

## キャンパス
メインキャンパスはマンハッタンから約89キロメート東方、ニューヨーク州ロングアイランドの北側に位置する。キャンパスは5.5 km 2。学生数は約22000人（うち学部生15000人）。メインキャンパスの他に、マンハッタンキャンパス、サウスハンプトンキャンパス、Research and Developmentキャンパスの3つのキャンパスがある。

## ランキング

### 主要世界大学ランキング
- THE世界大学ランキング:251-300位 (2024-2025年)[2]

### 米国内大学ランキング
- U.S. News & World Report 全米大学総合ランキング: 58位 (2024-2025年)[3]
- U.S. News & World Report 全米州立大学ランキング: 26位 (2024-2025年)[4]
- U.S. News & World Reportニューヨーク州立大学ランキング：1位（2024-2025年)[5]

## 大学関係者
主要記事：w:List of Stony Brook University people
- 有馬朗人 - 物理学者、政治家
- アルバート・チャールズ・ミュラー - 仏教学者
- ユウジン・ナガサワ - 哲学者、バーミンガム大学教授
- フランク・シュー - 天文学者
- ジェフ・ラスキン - コンピュータ技術者
- マーク・ブリッジス - デザイナー
- ダイアン・ファール - 女優
- ジョイ・ベハー - 女優、コメディアン
- ジョー・ネイサン - プロ野球選手
- クリス・アルギエリ - プロボクサー
- ドミニク・レイエス - 総合格闘家
- リンダ・カトリン・スミス - 作曲家